# 集美大桥

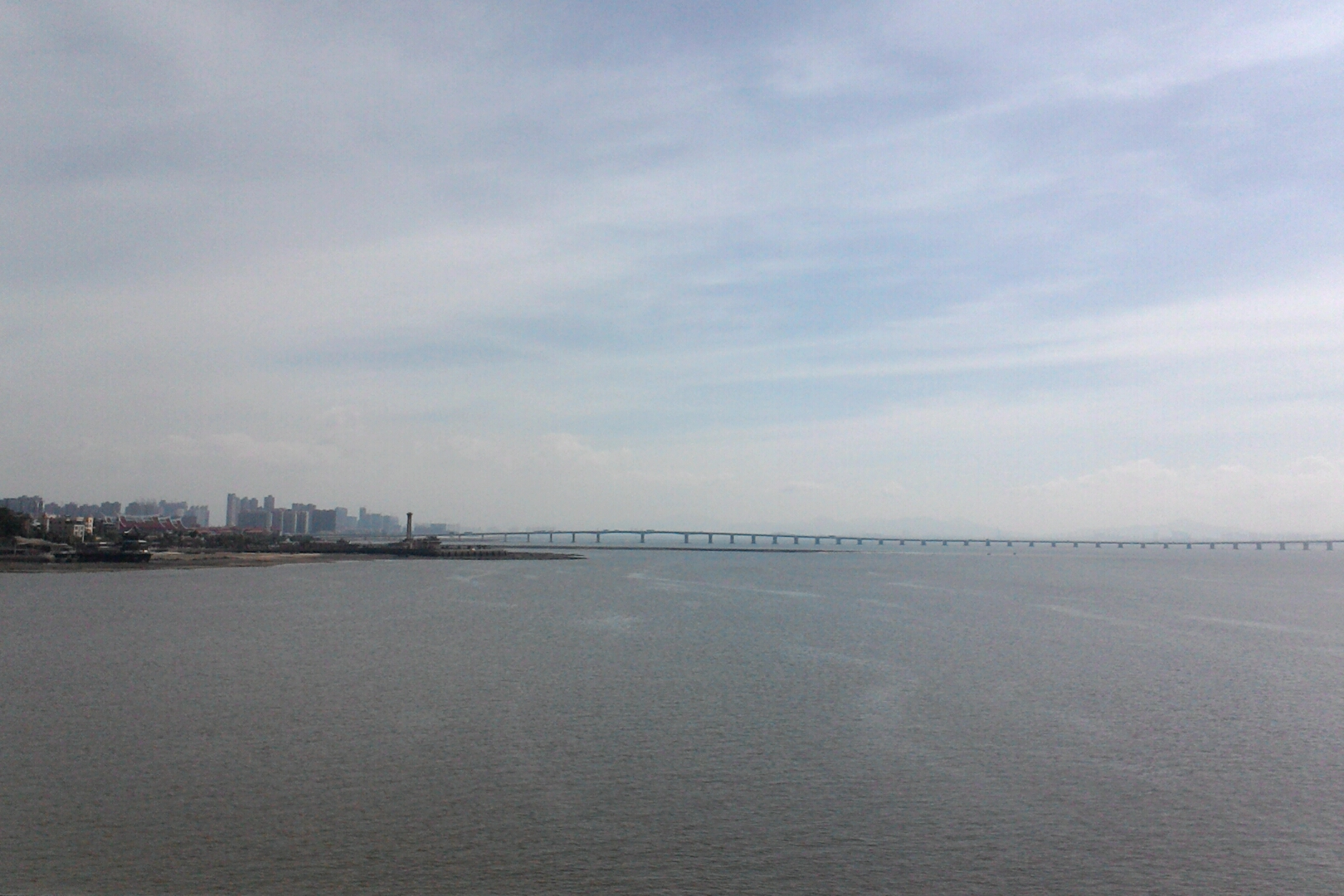
由廈門大橋望向集美大橋。

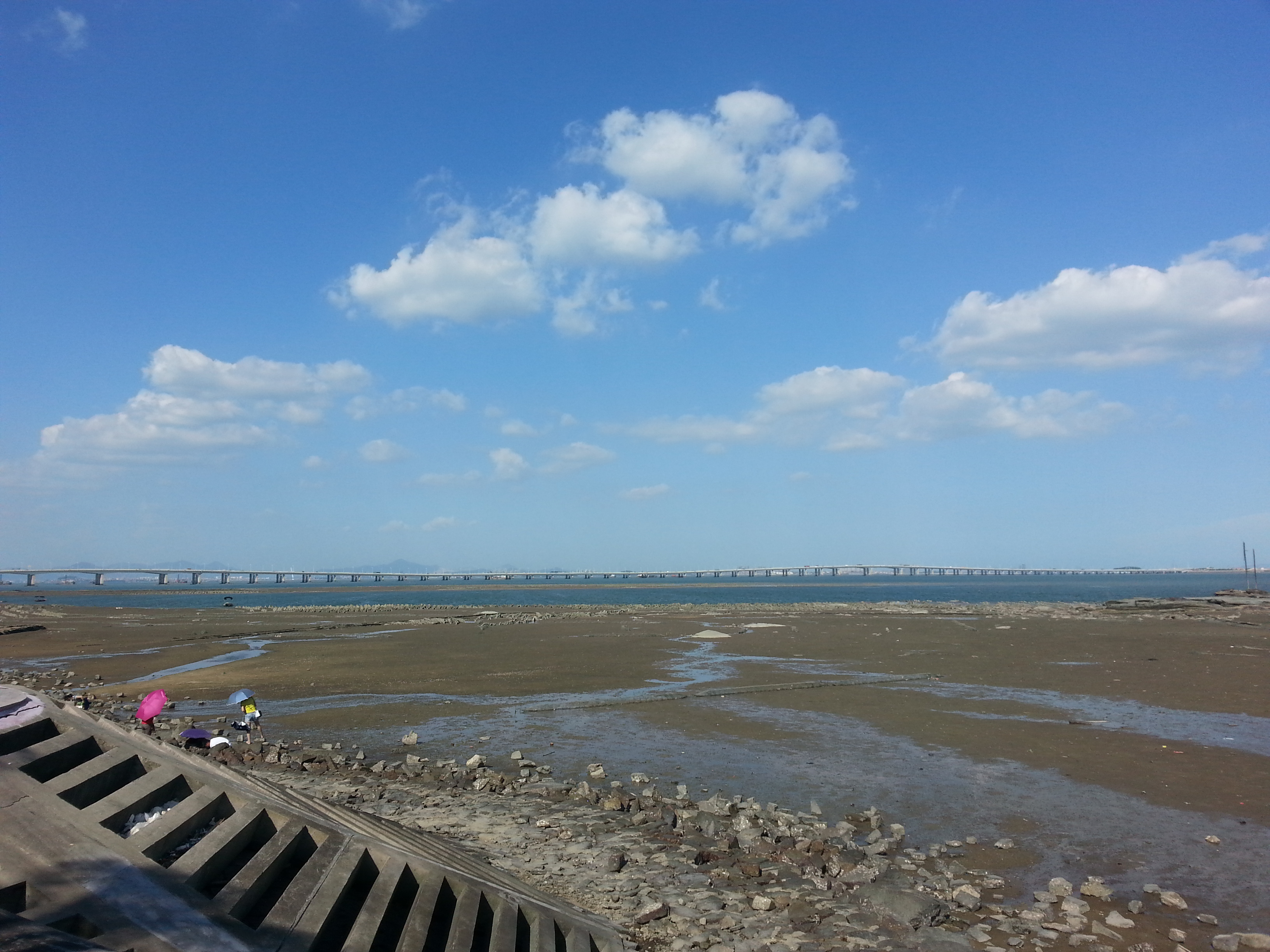
從集美學村望向集美大橋

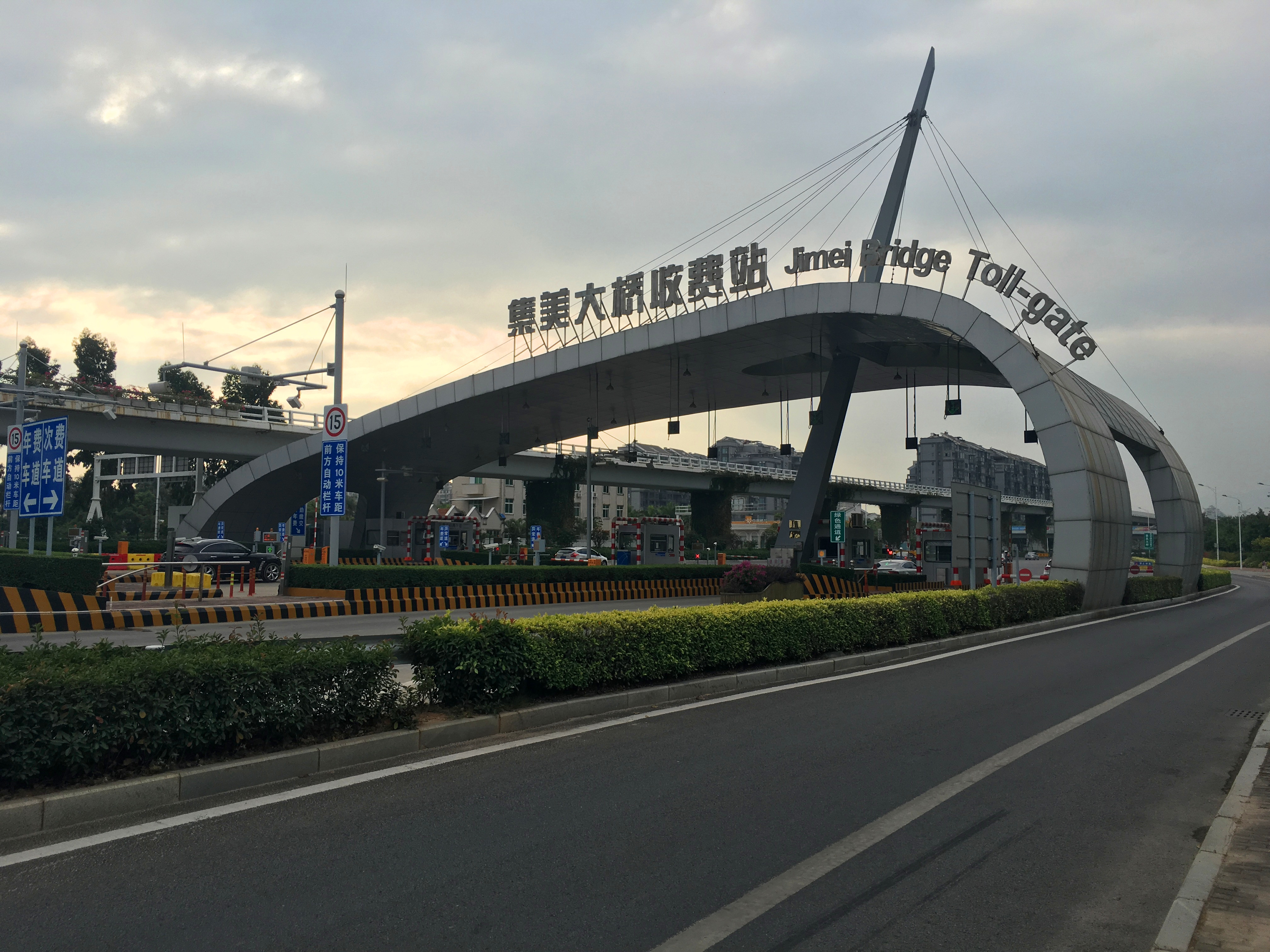
已拆除的集美大桥收费站

集美大桥是位于福建省厦门市厦门岛北侧的一座公路桥梁，于2008年7月1日正式建成通车，是厦门岛的第三条进出岛通道。由于大桥岛内桥头处于高崎机场飞行区，为避免影响机场运营，建设了一条下穿机场跑道的隧道，集美大桥全长10.057公里，其中海上主桥3.82公里，下穿隧道长1.4公里，互通立交5座，2处收费站，项目概算总投资29.55亿元。
集美大桥桥梁总宽度36米，是厦门市目前最宽的大桥。桥面由三个部分组成，两侧为双向6车道的机动车道，设计时速80公里，中间为双向2车道的快速公交专用道，设计时速60公里。
集美大桥在岛外一侧与滨海大道、同集路和沈海高速公路厦门收费站相连，岛内一侧则可通向环岛路、鹭岛大道、云顶北路、金尚路和成功大道。
包括完成开堤建桥改造的高集海堤，厦门岛目前已有厦门大桥、海沧大桥、集美大桥、杏林大桥、翔安隧道、海沧隧道、翔安大桥等五桥二隧一堤总计八条联外公路要道。

## 历史
- 2006年12月20日正式宣布动工。
- 2008年7月1日建成通车。

## 事故
2016年2月29日凌晨，集美大桥出岛方向由前中共中央總書記江澤民题写的“集美大桥”题名石碑突然发生断裂，占据半个车道，幸未造成人员伤亡。